# Фајтсброн
Фајтсброн (њем. Veitsbronn) општина је у њемачкој савезној држави Баварска. Једно је од 14 општинских средишта округа Фирт. Према процјени из 2010. у општини је живјело 6.282 становника. Посједује регионалну шифру (AGS) 9573130.

## Географски и демографски подаци
Фајтсброн се налази у савезној држави Баварска у округу Фирт. Општина се налази на надморској висини од 300 метара. Површина општине износи 16,2 km². У самом мјесту је, према процјени из 2010. године, живјело 6.282 становника. Просјечна густина становништва износи 389 становника/km².